# Медард Бос
Медард Бос (на немски: Medard Boss) е швейцарски психоаналитик и психиатър.

## Научна дейност
Бос развива форма на психотерапия позната като Дазайнанализа, основана на екзистенциално-феноменологичната философия на неговия приятел и ментор Мартин Хайдегер. По време на медицинските си изследвания той е силно повлиян от психиатъра Ойген Блойлер. Бос вярва, че модерната медицина и психология, основани на картезианската философия и Нютоновата физика правят неправилни допускания за човешките същества и за това какво означава да си човек.

## Избрана библиография
- Zollikon Seminars: Protocols, Conversations, Letters (Editor; Martin Heidegger author) (2001). Tr. F. Mayr. Northwestern University Press.
- Existential Foundations of Medicine and Psychology (1979). Tr. S. Conway and A. Cleaves. Northvale: Jason Aronson.
- Psychoanalysis and Daseinsanalysis (1963). Tr. L. E. Lefebre. New York: Basic Books.
- A Psychiatrist Discovers India (1965). Wolff.
- I Dreampt Last Night (1978). With Stephen Conway.
- The Analysis of Dreams (1957).